# Eupithecia lata
Eupithecia lata es una especie de polilla de la familia Geometridae. La especie fue descrita por primera vez por András Mátyás Vojnits habiendo sido descrita en 1983, con distribución en Nepal. El holotipo de la especie fue descrita en el sector montañaoso de Junbesi, en el distrito de Solukhumbu, a una altitud de 2750 metros (9022,3 pies) sobre el nivel del mar. Tiene gran parecido con otra especie de la región, la Eupithecia impavida.
La derivación del nombre científico es de la palabra (en latín) latus - ancho, amplio. Es una polilla de tamaño mediano, coloración oscura y patrón en sus alas simple. 